# Савимби, Жонаш
Жо́наш Малье́йру Сави́мби, в русскоязычном написании часто Жонас Савимби (порт. Jonas Malheiro Savimbi; 3 августа 1934, Муньянго, Бие, Португальская Ангола — 22 февраля 2002, Лукуссе, Мошико, Республика Ангола) — ангольский политический и военный деятель, партизанский лидер, основатель повстанческого движения и политической партии УНИТА. Лидер УНИТА с 13 марта 1966 по 22 февраля 2002. Активный участник ангольской войны за независимость и гражданской войны, главнокомандующий партизанской армией ФАЛА. Кандидат в президенты Анголы на выборах 1992 года. Видный деятель Холодной войны и мирового антисоветского и антиимпериалистического движения.

## Ранние годы
Родился 3 августа 1934 года в деревне Муньянго (провинция Бие Португальской Анголы) в семье служащего Бенгельской железной дороги Лоте Мальейру Савимби и домохозяйки Элены Мбунду Сакато. Его отец был также протестантским проповедником, членом евангелической конгрегации, созданной американскими миссионерами. Принадлежал к народности овимбунду, которая впоследствии составила этносоциальную базу УНИТА. Сакайта Савимби — отец Лоте, дед Жонаша — в 1902 году участвовал в антиколониальном восстании овимбунду.
Начальное образование Жонаш Савимби получал в протестантских и католических школах. Прекрасно зарекомендовал себя в учёбе, получил право на стипендию и был отправлен в Португалию для изучения медицины. Однако окончить медицинский факультет Лиссабонского университета ему не удалось из-за отказа пройти обязательный курс политического образования, выдержанного в духе салазаризма и колониалистского лузотропикализма. В Лиссабоне познакомился с представителями национально-освободительных движений других португальских колоний, в частности с Амилкаром Кабралом.

## Начало политической деятельности. УПА-ФНЛА и ГРАЕ
Жонаш Савимби присоединился к группе ангольских студентов, создававших в Лиссабоне антиколониальную подпольную организацию. Показал себя харизматичным оратором и способным организатором. Познакомился со студентом-медиком Агостиньо Нето, будущим первым президентом Анголы. Они вполне сходились на принципе независимости Анголы, но между ними существовали идеологические разногласия иного характера. Нето был сторонником марксизма в официальной версии КПСС 1950—1970-х годов и симпатизировал СССР. Леворадикальные взгляды молодого Савимби в большей степени коррелировались с маоизмом, вооружённой революционной борьбой и включали элементы негритюда в версии президента Сенегала Леопольда Сенгора.
Попав в поле зрения тайной политической полиции ПИДЕ, Савимби под угрозой преследования вынужден был перебраться в Швейцарию. Окончил Фрибурский университет по курсу политических и социальных наук, получил докторскую степень. Предположительно в августе 1960 года Савимби познакомился в Швейцарии с Холденом Роберто. Тот считался в то время ведущим деятелем национально-освободительной борьбы в Анголе, имел широкие контакты среди африканских лидеров, на Западе, в КНР и в ООН.
После некоторых колебаний Савимби присоединился к возглавляемому Роберто Союзу народов Анголы (УПА); впоследствии — Национальный фронт освобождения Анголы, ФНЛА. Он стал членом руководства УПА. В созданном Роберто Революционном правительстве Анголы в изгнании (ГРАЕ) Савимби получил пост министра иностранных дел. Проявил незаурядные дипломатические способности, приобрёл влияние ООН. В 1963 году Савимби участвовал в создании Организации африканского единства.
Однако с Роберто, как и с Нето, у Савимби с самого начала существовали серьёзные противоречия. Савимби был левым социалистом-маоистом, тогда как Роберто — правым консерватором. Кроме того, Роберто, будучи по национальности баконго, мечтал о создании племенной монархии на этнических территориях севера Анголы. Это полностью расходилось с взглядами Савимби, радикального демократа и республиканца. Поэтому сотрудничество между Савимби и Роберто не могло быть прочным и продолжительным.
В 1964 году Савимби как представитель ГРАЕ посетил Пекин. Он успешно изучал китайскую методологию партизанской борьбы и заручился обещаниями военной помощи КНР. После этого Савимби порвал с Роберто, обвинив его в пассивности и предательстве революции и вышел из ФНЛА и ГРАЕ. Он предпринял попытку сблизиться с Нето и МПЛА. Этот проект был поддержан СССР — одно время Москва рассматривала Савимби как наилучшую кандидатуру на пост заместителя Нето. Однако их позиции оказались несовместимы.

## Создание УНИТА. Участие в войне за независимость

### Идеология
13 марта 1966 года по инициативе Савимби на нелегальном собрании в селении Муангаи (ангольская провинция Мошико) был учреждён Национальный союз за полную независимость Анголы, УНИТА. Первоначально идеология УНИТА основывалась на трёх главных элементах: независимость демократической Анголы, социальная концепция маоизма, обеспечение интересов овимбунду.

Политическая карьера Савимби была довольно загадочной, если не «многоцветной». В 1960-х и начале 1970-х годов он просил военной и финансовой поддержки в первую очередь от таких источников, как Северная Корея, коммунистический Китай, Египет Насера и Советский Союз.
— Тед Карпентер, эксперт Института Катона, июнь 1986
Впоследствии Савимби подчёркивал приверженность основным принципам буржуазной демократии. Учитывая общедемократическую составляющую его революционной концепции, такая риторика была вполне приемлема для социалиста и при этом позволяла играть на противоречиях Запада и СССР.

Племенная община, как выяснилось, нисколько не противоречит парламентаризму, традиции овимбунду — западным правам человека, крестьянский социализм — свободному предпринимательству. Наоборот, развивает всё это до высшего типа. «Народ Анголы борется за идеалы независимости и развития, свободы и демократии», — этими словами Жонас снимал все вопросы Запада.

Идеологическая доктрина УНИТА отличалась своеобразной двойственностью, причём важные её элементы носили закрытый характер. Часть установок базировалась на маоистской новой демократии, другая — на сочетании крестьянского социализма и либеральной демократии. Не случайно в обиходе появилось понятие «тайная идеология УНИТА».
Важное место в доктрине Савимби и УНИТА занимал антисоветизм в его антиревизионистском понимании: Советский Союз воспринимался как империалистическое государство, сходное с западными колониальными державами. Это вызывало кажущееся на первый взгляд неестественным сочетание радикальной критики и ненависти к Советскому Союзу с левосоциалистическими идеями.

Савимби очень серьёзно относился к социалистическим идеям. УНИТА выступала от имени ангольской чернокожей бедноты… Тяга к воле вольной по законам джунглей, силовому преобразованию мира, переворачиванию всего и вся доходила до мистицизма. В духе традиционных верований племени овимбунду. Мало кто был в состоянии освоить мировоззрение Савимби на рациональном уровне. Не случайно появилось выражение «тайная идеология УНИТА».

В преимущественно аграрной Анголе УНИТА опиралась в основном крестьянство, но не отвергала союз с рабочим классом. Однако ангольские рабочие, как и значительная часть городского населения оказались подвержены влиянию МПЛА (партия Нето готова была обеспечить относительно высокий уровень жизни горожан за счёт эксплуатации села и советской экономической помощи).

### Организация и действия
Членский состав УНИТА комплектовался в большинстве своём из молодых крестьян-овимбунду. Удалось отстроить организационно-политическую структуру и сформировать сеть вооружённых отрядов. Однако заметных военных успехов организация не добилась. Независимость Анголы была достигнута в большей степени в результате Португальской революции, нежели вооружённой борьбы МПЛА, ФНЛА и УНИТА. Одна из важных причин заключалась в междоусобном противостоянии ангольских национально-освободительных движений. В этом состояло важное отличие Анголы от Мозамбика и Гвинеи-Бисау, где антиколониальная война велась под единым флагом ФРЕЛИМО и ПАИГК.
Первые боевые акции УНИТА были совершены 18 сентября 1966 года — нападения на португальских коммерсантов в Каунгуле (провинция Северная Лунда) и на португальскую администрацию в Митете (провинция Маланже). 4 декабря 1966 года Савимби возглавил налёт на колониальную администрацию в Касамбе (провинция Мошико). Знаковой датой в истории УНИТА является 25 декабря 1966 года — крупная атака под командованием Савимби на город Тейшейра-ди-Соуза (провинция Мошико).
В 1967 году Жонаш Савимби перебрался в Каир (с президентом ОАР Насером его связывали дружеские отношения) и оттуда руководил акциями УНИТА. В 1968 году возвратился в Анголу и вновь принял командование на месте.
После Португальской революции в 1974—1975 годах Жонаш Савимби принял участие в процессе деколонизации Анголы. Он трижды встречался с Холденом Роберто и Агостиньо Нето. 15 января 1975 года Савимби подписал от имени УНИТА Алворские соглашения, предусматривавшие создание коалиционного правительства трёх освободительных движений — МПЛА, ФНЛА, УНИТА — и проведение свободных выборов в октябре. Однако все участники процесса рассчитывали на силовое решение. Руководство МПЛА решилось на монополизацию власти. В конце лета в Луанде вспыхнули вооружённые столкновения, победу в которых одержало МПЛА. Отряды ФНЛА и УНИТА с большими потерями были выбиты из столицы. 11 ноября 1975 года Независимость Анголы была провозглашена под контролем марксистского правительства Агостиньо Нето.

## Лидер оппозиции в гражданской войне

### Командирпартизанской армии
Война за независимость переросла в гражданскую войну. Уже 11 ноября 1975 года УНИТА учредила в Уамбо своё государственное образование — Социальная Демократическая Республика Ангола (СДРА) во главе с Савимби (ФНЛА провозгласил Демократическую Республику Ангола (ДРА) во главе с Роберто в Амбрише). 23 ноября 1975 года в Уамбо было объявлено об объединении ДРА с СДРА в Народно-Демократическую Республику Ангола (НДРА). Было создано временное коалиционное правительство ФНЛА—УНИТА. Холден Роберто и Жонас Савимби являлись сопрезидентами НДРА, премьер-министрами — Джонни Эдуардо Пиннок (ФНЛА) и Жозе Нделе (УНИТА). Однако эта структура, получившая название Объединённый национальный совет революции фактически просуществовала лишь до 30 января 1976 года, формально — до 11 февраля 1976 года.
Войска ФНЛА наступали на Луанду с севера, но были разгромлены в битве при Кифангондо 10 ноября 1975. Решающую роль в исходе этого ключевого сражения сыграл кубинский экспедиционный корпус и советское вооружение, предоставленное в распоряжение президента Нето. Поддержка Заира и европейские наёмники положение не изменили. В январе-феврале 1976 года ФНЛА был полностью разгромлен и перестал существовать как военно-политическая сила в Анголе. Потерпела поражение и интервенция ЮАР: в марте 1976 южноафриканские войска покинули Анголу.
8 февраля 1976 года кубинские войска заняли Уамбо. Жонас Савимби с боями организовал отступление, получившее название Longa Marcha — Длинный марш. Несколько тысяч боевиков УНИТА и гражданских лиц полгода передвигались по труднодоступным районам провинций Уамбо, Бие, Мошико, Квандо-Кубанго, отрываясь от преследования правительственных и кубинских войск. Вместе с Жонасом Савимби движением командовали Жозе Самуэл Шивале, Эрнесту Мулату, Мигель Н’Зау Пуна и жена лидера Винона Савимби. 13 марта 1976 года в селении Гаго-Коутинью (Мошико) Савимби провёл торжественное собрание, посвящённое 10-й годовщине УНИТА.
В конце апреля 1976 года участники Longa Marcha добрались до партизанской базы Сандона (Мошико). Там Савимби провёл конференцию УНИТА, на которой 10 мая 1976 года был принят Manifesto do Rio Cuanza — Манифест реки Кванза. В этом документе выражалась готовность довести до победного конца войну против МПЛА, Кубы и СССР.
«Длинный марш» завершился 28 августа 1976 года в селении Куелеи (провинция Уамбо). Из примерно двух тысяч человек к концу пути вместе с Савимби остались 79, в том числе 9 женщин. Остальные погибли, отстали в дороге, либо были направлены в другие места. Несмотря на тяжёлые потери, итоге «Длинного марша» удалось сохранить организационный и кадровый костяк УНИТА, необходимый для продолжения борьбы. Важную мобилизующую роль сыграла и конференция в Сандоне.
Жонашу Савимби удалось преобразовать вооружённые формирования УНИТА в эффективную сеть партизанских отрядов. К середине 1980-х Вооружённые силы освобождения Анголы (ФАЛА) приобрели черты полурегулярной армии. Повстанцы УНИТА развернули военные действия против правительства МПЛА. Вооружённые силы УНИТА к середине 1980-х годов насчитывали 37 тысяч бойцов и командиров. Политическими столицами УНИТА являлись города Уамбо, Баилундо и Андуло, военной штаб-квартирой — город Джамба. Повстанческая армия УНИТА контролировала ряд внутренних районов, особенно на юго-востоке страны. УНИТА считалась одним из самых эффективных партизанских движений XX века. В 1986 году был установлен контроль над малой родиной Савимби — селением Муньянго, где лидер УНИТА демонстративно провёл пресс-конференцию.
Бессменным председателем УНИТА и верховным главнокомандующим ФАЛА был Жонаш Савимби. Отношение к Савимби в УНИТА носило характер культа личности, его именовали Pai Velho (Праотец). На вторых позициях находились ближайшие соратники Савимби — прежде всего Антониу Дембу (с 1992 года вице-председатель УНИТА и объявленный преемник лидера), Жозе Самуэл Шивале (первый командующий вооружёнными силами УНИТА), Эрнесту Мулату (куратор международных связей и административного аппарата), Жеремиас Шитунда (с 1986 года вице-председатель УНИТА), Элиаш Пена (лидер молодёжной организации УНИТА, племянник Савимби), Паулу Лкамба Гату (с 1995 года генеральный секретарь УНИТА). Во главе генерального штаба ФАЛА в разгар гражданской войны стоял Демостенеш Амос Шилингутила, затем с 1989 года — Арлиндо Пена (племянник Савимби, брат Элиаша Пены). Должность национального политического комиссара занимал Жералду Сашипенгу Нунда. Национальную бригаду государственной обороны (BRINDE) — службу разведки, контрразведки, спецопераций и внутренней безопасности — возглавлял Мартинью Эпаланга. Спецназом коммандос командовал Антониу Дембу.
Вооружённая борьба УНИТА практически без перерыва продолжалась в течение почти 27 лет. УНИТА считается одним из самых эффективных партизанских движений XX века.

### Антисоветский популизм и левый радикализм
Савимби являлся одной из видных фигур глобального антисоветского противостояния и Холодной войны. Демонстративный антикоммунизм обеспечивал ему поддержку американской администрации Рейгана (Савимби пользовался также особыми симпатиями конгрессменов-афроамериканцев).
На основе антикоммунизма с Савимби (отчасти и с Роберто) в середине 1970-х активно сотрудничал итальянский неофашистский лидер Стефано Делле Кьяйе.
2 июня 1985 года в Джамбе состоялся международный конгресс партизан-антикоммунистов из Анголы, Афганистана, Никарагуа, Лаоса. В январе 1986 года состоялась встреча Жонаса Савимби с Рональдом Рейганом. Была констатирована идейно-политическая общность администрации США и ангольского повстанческого движения, достигнуты договорённости о тесном сотрудничестве.
Особую активность в поддержке Жонаша Савимби проявлял влиятельный американский исследовательский центр Heritage Foundation. Вооружённая борьба УНИТА соответствовала идеологии и практическим установкам Доктрины Рейгана.
Если во внешних связях Савимби и УНИТА, помимо Китая и Северной Кореи, ориентировались на правоконсервативные силы, то внутри Анголы борьба велась исключительно с леворадикальных и социалистических позиций — под лозунгами борьбы ангольского крестьянства против угнетательской бюрократической буржуазией МПЛА, зажиточных мулатов, белых поселенцев и «ассимилированных» африканцев.

Настоящих ангольцев Савимби видел в чернокожих жителях деревень, а не в европеизированных мулатах и «асимиладуш» из крупных городов, составлявших основу политического электората МПЛА.

Несмотря на активное сотрудничество с правыми кругами США, Савимби никогда окончательно не отказался от маоистских воззрений и до конца жизни был привержен идеям чёрного социализма и новодемократического строя. После окончания Холодной войны эти черты стали рассматриваться западными союзниками Савимби как опасные и привели к разрыву прежних отношений. Ещё до разрыва Савимби всегда подчёркивал, что его связи с американскими консерваторами являются временным и тактическим использованием этих сил — при осознании их реакционного характера:

Неистовый левак Савимби, стоило гостям-соратникам отбыть с конференции в Джамбе, обозвал их «бандой реакционеров».

Важную роль играл мотив национально-освободительной борьбы против «иностранных хозяев» МПЛА — прежде всего СССР и Кубы, считавшихся переродившимися в империалистические государства в соответствии с идеями Мао Цзэдуна.

УНИТА была создана, чтобы противостоять сговору МПЛА с португальскими лидерами. Белые и мулаты чаще негров относятся к классу собственников. Они используют неоколониальные порядки, установленные МПЛА, чтобы обогащаться в тени ТНК за счет коренных чернокожих. Административные должности, промышленные и коммерческие компании, попадают в их руки. Проживают они в городах, в отличие от коренных чёрных из деревень, и считают, будто им предначертано править Анголой.

Жонас Савимби

### Тупики противостояния
Подавить сопротивление УНИТА власти МПЛА не смогли даже при массированной помощи кубинских войск. Кровопролитная Битва при Квито-Кванавале, длившаяся с лета 1987 по весну 1988 года, в целом не изменила военно-стратегической ситуации. Вывод из Анголы кубинских войск и резкое сокращение объёмов советской поддержки режима Жозе Эдуарду душ Сантуша позволили вооружённой оппозиции развернуть массированное наступление и взять под контроль обширные территории. Наибольших военных успехов повстанцы УНИТА добились в конце 1980-х — начале 1990-х годов. В 1989 году активные удары УНИТА наносились даже в столице.

УНИТА приступает к крупной военной операции. Основной целью является Луанда — захватить Луанду и взять власть.

Педру ди Каштру Ван Дунен, министр иностранных дел НРА, 19 августа 1989

УНИТА удавалось создать «государство в государстве», военно-политической опорой которого являлась построенная по регулярному образцу партизанская армия, а экономической — контроль над добычей и сбытом алмазов. Однако повстанцам не удалось нанести решающее военное поражение правительственным войскам. Правящий режим сумел устоять и впоследствии компенсировал утраченную помощь СССР налаживанием связей с США и западноевропейскими государствами. Сложилась патовая ситуация.
Прекращение поддержки СССР вынудило правительство МПЛА пойти на мирные переговоры с УНИТА. В 1991 году были заключены Бисесские соглашения о политическом урегулировании.

### Выборы 1992 и возобновление войны
В 1992 году Савимби принял участие в президентских выборах. В первом туре он занял второе место, получив около 40 % голосов. 30 октября — 1 ноября актив МПЛА при поддержке государственных силовых структур осуществил резню Хэллоуин, в которой погибли, по различным данным, от 10 тысяч до 30 тысяч членов УНИТА и других сторонников оппозиции.

Он не мог согласиться на «унизительное» второе место. Это решение стоило жизни некоторым из его самых высокопоставленных помощников и последователей, погибших от пуль на улицах Луанды — в том числе вице-президенту УНИТА Жеремиасу Шитунде и высокодоверенному, постоянно воинственному племяннику Элиашу Салупето Пене.

В результате президент Анголы Жозе Эдуарду душ Сантуш сохранил пост без проведения второго тура, но этим же и вызвал представления о его нелегитимности в глазах части населения.
После этого гражданская война была возобновлена и продолжалась почти десятилетие. Последней крупной победой УНИТА стала Guerra dos 55 Dias — Война 55 дней, в результате которой армия УНИТА вновь захватила Уамбо. Активные боевые действия развернулись и на севере Анголы: силами двух штурмовых батальонов и диверсионного спецподразделения ФАЛА удалось захватить нефтепромышленный центр и порт Сойо. Удержать месторождения алмазов правительственным войскам удалось лишь при прямой поддержке ЮАР — им на помощь пришло предприятие охраны и безопасности Executive Outcomes, тесно связанное с южноафриканскими вооружёнными силами (конфигурация союзов в ангольской войне парадоксальным образом изменилась). Но в целом по правительственным силам были нанесены мощные удары, попытка их контрнаступления в 1994 году не привела к кардинальным изменениям. Под контролем УНИТА к 1994 находилось более половины территории Анголы.

### Срыв последнего перемирия
15 ноября 1994 года были заключены очередные мирные соглашения — Лусакский протокол. Предусматривалось создание коалиционного правительства, интеграция вооружённых сил и раздел власти на всех уровнях между МПЛА и УНИТА. Несколько десятков представителей УНИТА получили статус депутатов парламента Анголы, Жонас Савимби признан лидером легальной оппозиции. 11 апреля 1997 года было сформировано Правительство национального единства и примирения, включавшее членов УНИТА. Однако процесс урегулирования не получил развития, поскольку обе стороны лишь старались выиграть время, делая реальную ставку на военную победу.
Ощутимым политическим ударом по партии Савимби стало создание в 1998 году партии UNITA Renovada — Обновлённая УНИТА, согласившейся на легализацию в новой ангольской политической системе — после декоммунизации и ухода кубинских войск. В руководство новой партии вошли такие видные деятели УНИТА, как Жорже Валентин, Эужениу Манувакола и бывший начальник генштаба ФАЛА Демостенеш Амос Шилингутила, с 1996 года занимавший в правительстве пост заместителя министра обороны.
24 июля 1999 года правительством был выдан ордер на арест Жонаса Савимби как военного преступника. Легальный статус УНИТА и её лидера аннулировался. Эти события означали вступление гражданской войны в последний этап.

### Смерть с оружием в руках

#### Скитания по джунглям
Поскольку режим МПЛА 1990-х годов отказался от и до этого бывшей обыкновенной формальностью коммунистической идеологии и установил взаимовыгодные связи с Западом, а Китай постигло капиталистическое перерождение после смерти Мао Цзэдуна, УНИТА утратила внешнюю поддержку. Зато её получила господствующая партия. На рубеже 1990—2000-х правительственные войска развернули массированное наступление. 24 декабря 1999 года пала Джамба — военная столица УНИТА, главный бастион Савимби.
Некоторые высокопоставленные политики и генералы УНИТА, включая шефа BRINDE Мартиньо Эпалангу, сдались правительству. Савимби провёл очередную чистку своего окружения. По его приказу были убиты заподозренные в измене генералы Алтину Сапалалу (бывший начальник штаба), Антеру Виейра (начальник личной охраны лидера УНИТА) и ещё несколько высокопоставленных приближённых.

Хитрый Паулу Лукамба, не зря прозванный Гату («Генерал Кошка»; гулял сам по себе) на безопасном расстоянии наблюдал за событиями, каждую минуту готовый лететь в Луанду. Лишь верный Антониу Дембу не выпускал из рук оружия и ни на шаг не отходил от названного старшего брата.

Постоянно преследуемый правительственным спецназом, Савимби со своим штабом и отрядом коммандос Антониу Дембу перешёл в кочевой режим. С ним также находился повстанческий генерал Абилио Камалата Нума, прямой подчинённый Дембу. Они искали возможность перебраться на территорию Замбии, перегруппироваться и вновь прорваться в Анголу. Однако 17 декабря 2001 года президент душ Сантуш отдал приказ об окончательном решении вопроса с Савимби.

#### Последний бой
До конца своей жизни Жонаш Савимби сохранял приверженность борьбе с режимом МПЛА.
В феврале 2002 года Савимби вместе с бойцами спецназа Дембу предпринял рискованный переход в провинции Мошико и был выслежен правительственным спецназом генерала Карлитуша Валы в районе селения Лукуссе на берегу реки Лувуэи. Последний бой разгорелся 22 февраля 2002 года. Савимби активно сопротивлялся, получил пятнадцать огнестрельных ран и погиб с оружием в руках.

Я умру не в швейцарской клинике и не от болезни. Я умру насильственной смертью в собственной стране.

Жонас Савимби

Официальные власти Анголы выразили сожаление в связи с гибелью Савимби, своего смертельного врага:

Он пришёл к тому концу, к которому сам упорно стремился.

Жуан Лоренсу, генеральный секретарь МПЛА в феврале 2002

В России реакция на гибель Савимби была в целом сдержанной. Говорилось в основном об открывшихся перспективах стабилизации, в которой заинтересован российский бизнес в Анголе (в частности, рыболовецкий). Однако встречались и публикации, выдержанные в духе горячей симпатии к «чёрному рыцарю Анголы». Лозунг «Слава Савимби!» был поднят в Петербурге у ангольского почётного консульства 11 ноября 2012 года — в 37-ю годовщину независимости Анголы.

#### Конец войны
После гибели Савимби руководство УНИТА перешло к Антониу Дембу, который заранее был объявлен преемником. Дембу сделал официальное заявление о продолжении вооружённой борьбы.

Тот, кто думает, что идеалы УНИТА умерли вместе с лидером, ошибается.

Заявление УНИТА от 24 февраля 2002

Однако несколько дней спустя Дембу погиб от ранений, полученных в последнем бою Савимби.
Во главе УНИТА стал Паулу Лукамба Гату, ориентированный на компромисс с правительством. Переговоры были начаты 15 марта в города Касамба. 4 апреля 2002 года в Луэне был подписан Меморандум о взаимопонимании — соглашение о прекращении гражданской войны и политическом урегулировании между правительством МПЛА и движением УНИТА. Документ подписали генералы Армандо да Круз Нето (с правительственной стороны) и Жералду Абреу Муэнгу Укуатшитембу (со стороны УНИТА). УНИТА прекратила вооружённую борьбу, приняло статус легальной политической оппозиции и включилось в политический процесс на условиях МПЛА.
С 2003 года председателем УНИТА является Исайаш Самакува. Более радикальные савимбисты объединились в партию КАСА во главе с Абелем Шивукувуку. В самой УНИТА носителем старой савимбистской традиции («принципы Муангаи») выступает Абилио Камалата Нума.

## Оценки личности и штрихи к портрету

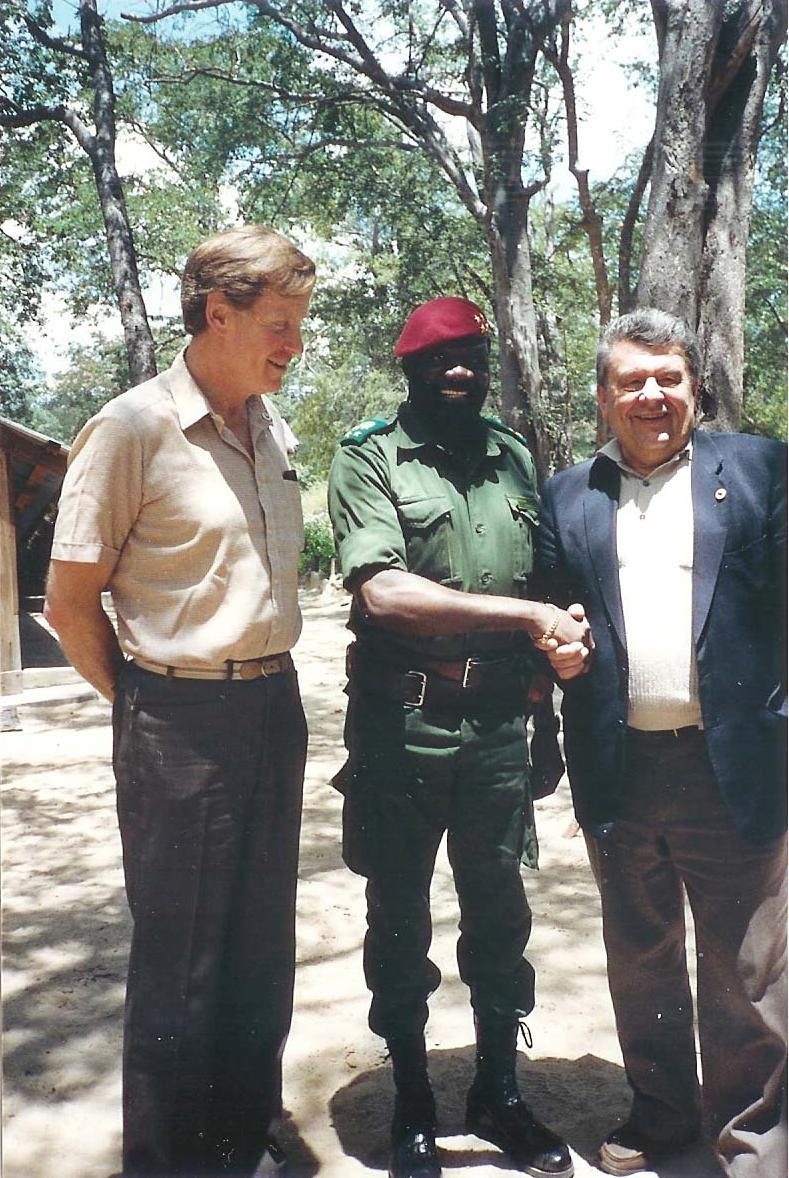
Савимби с депутатами Европарламента, 1989 год

Как одна из главных черт личности Жонаса Савимби отмечается его мощная и яркая харизма.

Этот человек излучал силу и лидерство.

Паула Кристина Роке, аспирант Оксфордского университета, специалист по ангольской политике

Важнейшей характеристикой Савимби являлись также мессианские амбиции:

Он действительно верил, что ему предначертано судьбой быть лидером Анголы.

Джастин Пирс, корреспондент Би-Би-Си в Анголе

Главной политической ошибкой Савимби считается — в том числе в нынешней УНИТА — отказ в 1992 году от легальных политических методов борьбы и ставка на военное решение. Этот курс на десять лет растянул кровопролитие в практически безнадёжной ситуации. Поэтому известие о гибели Савимби вызвало ликование даже у многих из его бывших сторонников.

В этом человеке было что-то поистине колдовское. Поэтому, уничтожив его, мы не победили УНИТА, мы освободили организацию от его чар.

Франсишку Афонсу, генерал правительственных войск Анголы

Структура УНИТА характеризовалась военной дисциплиной и культом личности лидера. Савимби отличался жестокостью, подозрительностью и пресекал малейшие проявления нелояльности. Убийства иногда совершались с применением племенных и мистических ритуалов.
В руководстве УНИТА не раз происходили острые конфликты. Жертвами кровавого внутреннего противостояния стали Жорже Сангумба и Фернанду Вильсон душ Сантуш (руководители дипломатической службы УНИТА), Самуэл Шингунжи (начальник штаба УНИТА), Тито Шингунжи (представитель УНИТА в США), Вальдемар Шидондо (начальник штаба УНИТА). Все они обвинялись в заговорах против лидера, в работе на враждебные спецслужбы или иностранные разведки (Сангумба был казнён как «агент ЦРУ»). Ответственность за эти убийства возлагалась на Савимби. В опале и под арестом некоторое время находился Жозе Самуэл Шивале, однако с него подозрения вскоре были сняты.

Савимби никогда не смог бы адаптироваться в цивилизованном обществе. Он всюду стремился установить свою власть, свой абсолютный контроль. Он никогда никого не уважал. Ближний круг Савимби напоминал средневековый суд… Савимби был худшим врагом самому себе.

Официальная доктрина УНИТА исходит из позитивной исторической роли своего лидера. Ключевым её итогом войны партия считает Бисесские соглашения, закрепившие — хотя бы формально — демократические принципы общественного и государственного строя Анголы. Особое значение придаётся достижению национального суверенитета, выводу кубинских войск из страны. Это ставится в заслугу УНИТА в целом и лично Жонасу Савимби.
В 1990 году в Нью-Йорке состоялась встреча Жонаша Савимби с министром иностранных дел СССР Эдуардом Шеварднадзе. Советский министр особо отмечал ум и чувство юмора лидера УНИТА.

## Семья

### Браки и убийства
Семейная жизнь Жонаса Савимби породила много неподтверждённых слухов. Достоверно известно, что женат он был многократно и имел детей от разных браков. Официально брачные отношения оформлялись далеко не всегда. Связи могли поддерживаться одновременно с несколькими женщинами. Общее количество законных и гражданских жён Савимби составляет 29. Судьбы некоторых из них складывались трагически. Наиболее известны следующие.
Первой женщиной, с которой Савимби вступил в признанную связь, была Эстела Маунго (предположительно, родом из ЮАР). В этом браке супруги имели трёх дочерей (в настоящее время замужем, живут, соответственно, в Гане, Франции и США). Старейшей вдовой Жонаса Савимби считается Катарина Натшейя, дальняя родственница Абеля Шивукувуку. Была ранена в последнем бою Савимби и присутствовала на его похоронах Валентина Сека, также признаваемая вдовой. Ещё одна вдова Савимби — Кандида Гату, родственница Паулу Лукамбы, проживает с дочерью в США.
Официальный брак был заключён с Виноной Савимби, ставшей «первой леди УНИТА». В этом браке супруги имели двух сыновей. Их судьбы сложились трагически — оба порвали с семьёй, один подвержен психическому расстройству, другой бежал в Луанду и использовался МПЛА для пропаганды против отца. Смерть Виноны Савимби в 1984 году спровоцировала слухи о самоубийстве либо даже о ритуальном «сожжении ведьмы». Впоследствии об этих событиях была издана книга бывшей активистки УНИТА и офицера ФАЛА Флорбелы Малакиаш, вызвавшая резкую полемику и опровержения.
Следующей женой Жонаса Савимби стала Ана Исабель Паулино. Связь между ними установилась ещё при жизни Виноны. В этом браке родились пятеро детей (в настоящее время живут во Франции). Ана Паулино попала в эпицентр сложного внутрипартийного конфликта, в ходе которого Савимби устранил Тито Шингунжи. Её прежние связи с Шингунжи и с французскими спецслужбами вызывали подозрения мужа. Во время одного из наступлений правительственной армии Савимби распорядился провести чистку своего окружения. Ана Паулино была убита. Впоследствии Савимби вступал в брачные связи с тремя её племянницами — Ракель Матуш, Навимиби Матуш, Сандрой Калуфело. Все они были убиты.

### Жена и сестра
Последней признанной женой Жонаса Савимби была Катарина Массанга-Савимби, известная в УНИТА под прозвищем Mãe Catarina — Мать Катарина. Она — видный деятель УНИТА, пользуется в движении большим авторитетом и влиянием. Участвовала в последнем бою Савимби, получила огнестрельное ранение. Живёт в Луанде. Сын Жонаса и Катарины — Рафаэл Сакайта Савимби — заместитель генерального секретаря УНИТА, национальный секретарь по городским организациям. Другой сын — Тан Канганжо Савимби — также активист УНИТА.
На особом положении в семье Жонаса Савимби находилась его старшая сестра Джудит Пена (жена идеолога и проповедника Исаака Пены, мать Элиаша Пены и Арлиндо Пены), занимавшаяся в УНИТА хозяйственными и финансовыми делами. После гибели брата Джудит Пена продолжала распоряжаться партийными средствами УНИТА, в том числе зарубежными активами, созданными за счёт торговли алмазами. Она возглавляет политический центр УНИТА в Андуло, выступает как глава семейства Савимби — Пена и влиятельный деятель партии.

На открытии конгресса активисты бросались навстречу Джудит Савимби, старшей сестре «шефа», старались фотографироваться с ней. Восьмидесятилетняя крупная женщина теперь возглавляет клан.

## Захоронение и перезахоронение
Первоначально Жонас Савимби был похоронен в городе Луэна, административном центре провинции Мошико. На его могиле с санкции властей была установлена бронзовая мемориальная доска — правящий режим отдаёт должное заслугам Савимби в антиколониальной борьбе. 3 января 2008 группа молодых активистов МПЛА совершила акт вандализма — похитила мемориальную доску. Похитители были задержаны полицией и понесли административное наказание.
На протяжении 17 лет серьёзной политической проблемой Анголы являлся вопрос о перезахоронении Жонаса Савимби в соответствии с племенной традицией — из Луэны в Андуло, где покоятся его предки и родственники. Это оставалось постоянным требованием УНИТА к правительству. Окончательное решение было принято на встрече лидера УНИТА Исайаша Самакувы с новым президентом Анголы Жуаном Лоренсу 30 мая 2019 года.
Перезахоронение состоялось 1 июня 2019 года в родовом селении Лопитанга, принадлежащем к муниципалитету Андуло. На погребальной церемонии Исайаш Самакува объявил, что траур по Савимби завершается лишь с этого момента. Акт перезахоронения был воспринят как «жест доброй воли в адрес УНИТА» со стороны президента Лоренсу.

## Память
Памятные даты жизни Жонаша Савимби — прежде всего годовщины рождения и смерти — широко отмечаются в Анголе. Основные мероприятия проводятся в городе Андуло провинции Бие, который считается своего рода штаб-квартирой семейства Савимби — Пена. В 20-х числах февраля в Андуло традиционно наблюдается паломничество актива УНИТА. Организуют памятные мероприятия ближайшие родственники во главе с Джудит Пена и Таном Савимби. Эти акции приобретают выраженную политическую окраску как оппозиционные манифестации.
Образ Жонаша Савимби был использован в игре Call of Duty Black Ops II. Семья Савимби подала в суд на компанию Activision Blizzard, обвинив её в том, что Жонаш Савимби был изображён в игре «кровожадным варваром», и потребовала с компании 1 млн евро компенсации, однако французский суд отклонил иск, сославшись на процедурные ошибки.